# Richmal Crompton
 (juillet 2024).
Si vous disposez d'ouvrages ou d'articles de référence ou si vous connaissez des sites web de qualité traitant du thème abordé ici, merci de compléter l'article en donnant les références utiles à sa vérifiabilité et en les liant à la section « Notes et références ».
Œuvres principales
William
Richmal Crompton, née le 15 novembre 1890 à Bury et morte le 11 janvier 1969 à Chislehurst, est une écrivain britannique de romans et nouvelles pour enfants. Elle est connue pour avoir écrit la série humoristique William.

## Biographie
Richmal Crompton entame une carrière de professeur d'anglais en 1914. Elle est atteinte d'une poliomyélite et perd l'usage de sa jambe droite en 1923. Elle se consacre alors exclusivement à l'écriture, et connait le succès avec sa série William. Trois ans après le début de sa carrière d'écrivain, elle peut acheter une maison pour elle et sa mère.
Elle meurt en janvier 1969, dans sa maison de Chislehurst, en banlieue de Londres.

## Œuvres

### Série desWilliam
- Just William, 1922
- More William, 1922
- William Again, 1923
- William the Fourth, 1924
- Still William, 1925; traduction en français par Monique Thiès sous le titre de Incorrigible William, Éditions Club de Lecture des Jeunes et Éditions de Trévise, illustrations de Martine Barthélémy, 1962
- William The Conqueror, 1926
- William the Outlaw, 1927
- William in Trouble, 1927
- William the Good, 1928
- William, 1929
- William the Bad, 1930
- William's Happy Days, 1930
- William's Crowded Hours, 1931
- William the Pirate, 1932
- William the Rebel, 1933
- William the Gangster, 1934
- William the Detective, 1935
- Sweet William, 1936
- William the Showman, 1937
- William the Dictator, 1938
- William and Air Raid Precautions, 1939
- William and the Evacuees, 1940
- William Does His Bit, 1941
- William Carries On, 1942
- William and the Brains Trust, 1945
- Just William's Luck, 1948
- William the Bold, 1950
- William and the Tramp, 1952
- William and the Moon Rocket, 1954
- William and the Artist's Model, 1956
- William and the Space Animal, 1956
- William's Television Show, 1958
- William the Explorer, 1960
- William's Treasure Trove, 1962
- William and the Witch, 1964
- William and the Pop Singers, 1965
- William and the Masked Ranger, 1966
- William the Superman, 1968
- William the Lawless, 1970
- School is a Waste of Time! and Other Ritings by Just William, 1990

### Autres romans et nouvelles
- The Innermost Room, 1923
- The Hidden Light, 1924
- Anne Morrison, 1925
- The Wildings, 1925
- David Wilding, 1926
- The House (1926 book)|The House, 1926
- Kathleen and I, and, of Course, Veronica, 1926
- Millicent Dorrington, 1927
- A Monstrous Regiment, 1927
- Leadon Hill, 1927
- The Thorn Bush, 1928
- Roofs Off!, 1928
- The Middle Things, 1928
- Felicity Stands By, 1928
- Sugar and Spice and Other Stories, 1928
- Mist and Other Stories, 1928
- The Four Graces, 1929
- Abbot's End, 1929
- Ladies First, 1929 (short stories)
- Blue Flames, 1930
- Naomi Godstone, 1930
- The Silver Birch and Other Stories, 1931 (short stories)
- Portrait of a Family, 1932
- The Odyssey of Euphemia Tracy, 1932
- Marriage of Hermione, 1932
- The Holiday, 1933
- Chedsy Place, 1934
- The Old Man's Birthday, 1934
- Quartet, 1935
- Caroline, 1936
- The First Morning, 1936
- There Are Four Seasons, 1937
- Journeying Wave, 1938
- Merlin Bay, 1939
- Steffan Green, 1940
- Narcissa, 1941
- Mrs. Frensham Describes a Circle, 1942
- Weatherly Parade, 1944
- Westover, 1946
- The Ridleys, 1947
- Family Roundabout, 1948
- Frost at Morning, 1950
- Linden Rise, 1952
- The Gypsy's Baby, 1954
- Four In Exile, 1954
- Matty and the Dearingroydes, 1956
- Blind Man's Buff, 1957
- Wiseman's Folly, 1959
- The Inheritor, 1960